# Nakhon Si Thammarat

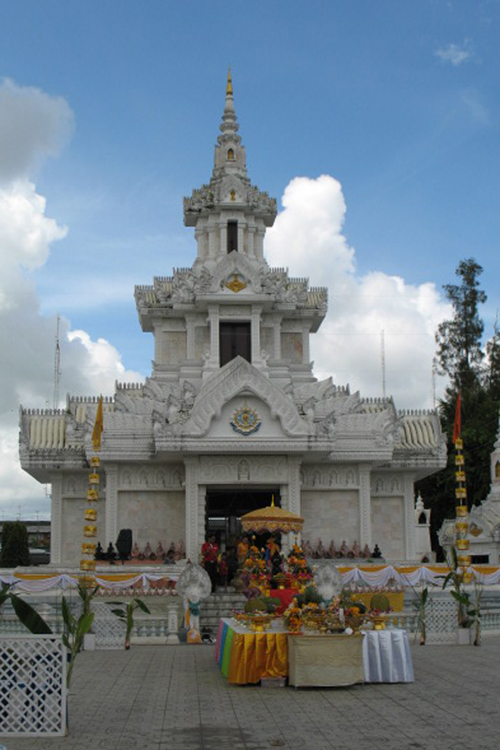
Lak Müang von Nakhon Si Thammarat

Nakhon Si Thammarat (thailändisch นครศรีธรรมราช; alternative, an der Sanskrit-Etymologie orientierte Schreibweise: „Nagara Sri Dharmaraja“) ist die Hauptstadt der Provinz Nakhon Si Thammarat in der Südregion von Thailand. Von den Einheimischen wird sie kurz Nakhon Si genannt. Sie liegt im Amphoe (Bezirks oder Landkreises) Mueang Nakhon Si Thammarat. Die Stadt ist eine der größten und ältesten Südthailands und war das Zentrum eines eigenen Königreichs bzw. eines der halbautonomen Fürstentümer (Müang) in Siam. Sie wurde früher auch Mueang Lakhon oder Ligor genannt.
Die Gemeinde Nakhon Si Thammarat (Thai: เทศบาลนครนครศรีธรรมราช) hat mit 105.844 Einwohnern (2015) den Verwaltungsstatus einer Großstadt (Thesaban Nakhon).

## Lage
Nakhon Si Thammarat bildet das Tor zum muslimischen Süden Thailands. Die Stadt liegt etwa 780 km südlich von Bangkok in einer fruchtbaren Küstenebene am Golf von Thailand. Früher direkt am Golf von Thailand gelegen, befindet sich die Stadt heute infolge der intensiven Sedimentation mehr als 26 km von der Küste entfernt.

## Geschichte
Eine auf das Jahr 697 Saka (775 n. Chr.) datierte Inschrift in Altjavanisch (Kawi), ein wichtiges Dokument der Srivijaya-Zeit, ist als „Ligor-Inschrift“ bekannt, stammt aber wahrscheinlich aus dem 180 km entfernten Chaiya (Provinz Surat Thani). Auch der im 10. bis 13. Jahrhundert auf der Malaiischen Halbinsel dokumentierte indisierte Staat Tambralinga wird mit dem späteren Nakhon Si Thammarat in Verbindung gebracht: In einer Inschrift aus dem Jahr 1230 wird der König von Tambralinga, Candrabhanu, auch mit dem Titel Sri Dharmaraja bezeichnet. Noch im 13. Jahrhundert bildete die Stadt einen wichtigen Handelsstützpunkt nach Sri Lanka und Südindien. 
König Ramkhamhaeng von Sukhothai eroberte die Gegend um 1292 und verleibte sie als Vasallenstaat seinem Reich ein. Nach dessen Tod um 1298 war Nakhon Si Thammarat aber wieder Hauptstadt eines eigenständigen Königreichs, das unter Borommatrailokanat Mitte des 15. Jahrhunderts wiederum zum Vasallenstaat Ayutthayas wurde. 1516 erlaubte König Ramathibodi II. den Portugiesen, hier eine Handelsniederlassung zu errichten. In europäischen Dokumenten der frühen Neuzeit wurde Nakhon Si Thammarat oft mit seinem malaiischen Namen Ligor bezeichnet.
Ende des 19. Jahrhunderts gestaltete König Rama V. (Chulalongkorn) die Verwaltung Siams grundlegend um, um die durch kolonialistische Tendenzen Frankreichs und Englands gefährdeten Außenbereiche Siams enger an das Zentrum anzuschließen. In der Folge der Thesaphiban-Reform wurde deshalb ein Monthon Nakhon Si Thammarat errichtet, das die Provinzen Songkhla, Phatthalung und Nakhon Si Thammarat umfasste. Die Stadt Nakhon Si Thammarat bildete die Hauptstadt des Monthon. Mit dem Bau einer Zweigstrecke der thailändischen Südbahn erhielt Nakhon Si Thammarat 1914 einen Eisenbahnanschluss.

## Wirtschaft
Nakhon Si Thammarat ist ein wichtiges Zentrum des thailändischen Kunsthandwerks, u. a. ist hier die Goldschmiedekunst in der Niello-Technik (Reibeabdruck) zur Perfektion entwickelt worden. Obstkulturen und Bergbau des nahen Bergmassivs Khao Luang bilden die Grundlage des Reichtums der Stadt.

## Verkehr

### Flughafen
Der nächste Flughafen ist der Flughafen Nakhon Si Thammarat (Thai: ท่าอากาศยานนครศรีธรรมราช; ICAO-Code: VTSF; IATA-Code: NST).

### Bahn
Nakhon Si Thammarat besitzt einen Bahnhof an einer Zweigstrecke der Südbahn, die Bangkok mit Malaysia verbindet.

## Bildung
Nakhon Si Thammarat hat mehrere große Bildungseinrichtungen.

### Universitäten
- Walailak-Universität[3]
- Rajabhat-Universität Nakhon Si Thammarat[4]
- Mahachulalongkornrajavidyalaya-Universität, Nakhon Si Thammarat Campus
- Rajamangala University of Technology Srivijaya, Nakhon Si Thammarat Campus[5]

### College
- Nakhon Si Thammarat Technical College
- Polytechnic College
- Nakhon Si Thammarat Vocational Education College
- Boromarajonani College Of Nursing (Thai: วิทยาลัยพยาบาลบรมราชชนนี)[6]
- Nakhon Architect Technic & Business Administration College
- Nakhon Si Thammarat Arts Handicraft College[7]
- Nakhon Si Thammarat Dramatic Arts College
- Khanapol Commercial College
- Sithammasokarat College (Priest College)

### Schulen
- Ammat Pittayanusorn School
- Triam Udom Suksa School Of The South
- Kanlayanee Si Thammarat School
- Benjamarachutit School
- Srithammarat Suksa School
- Tha Nakhon Yanwaropas Uthit School

## Militär
In Nakhon Si Thammarat befindet sich das Hauptquartier der Vierten Armeeregion des thailändischen Heeres, die für die Verteidigung des südlichen Thailands zuständig ist und deren Truppen hauptsächlich im Konflikt in den Südprovinzen eingesetzt werden.

## Sehenswürdigkeiten

### Wat Phra Mahathat Woramaha Viharn

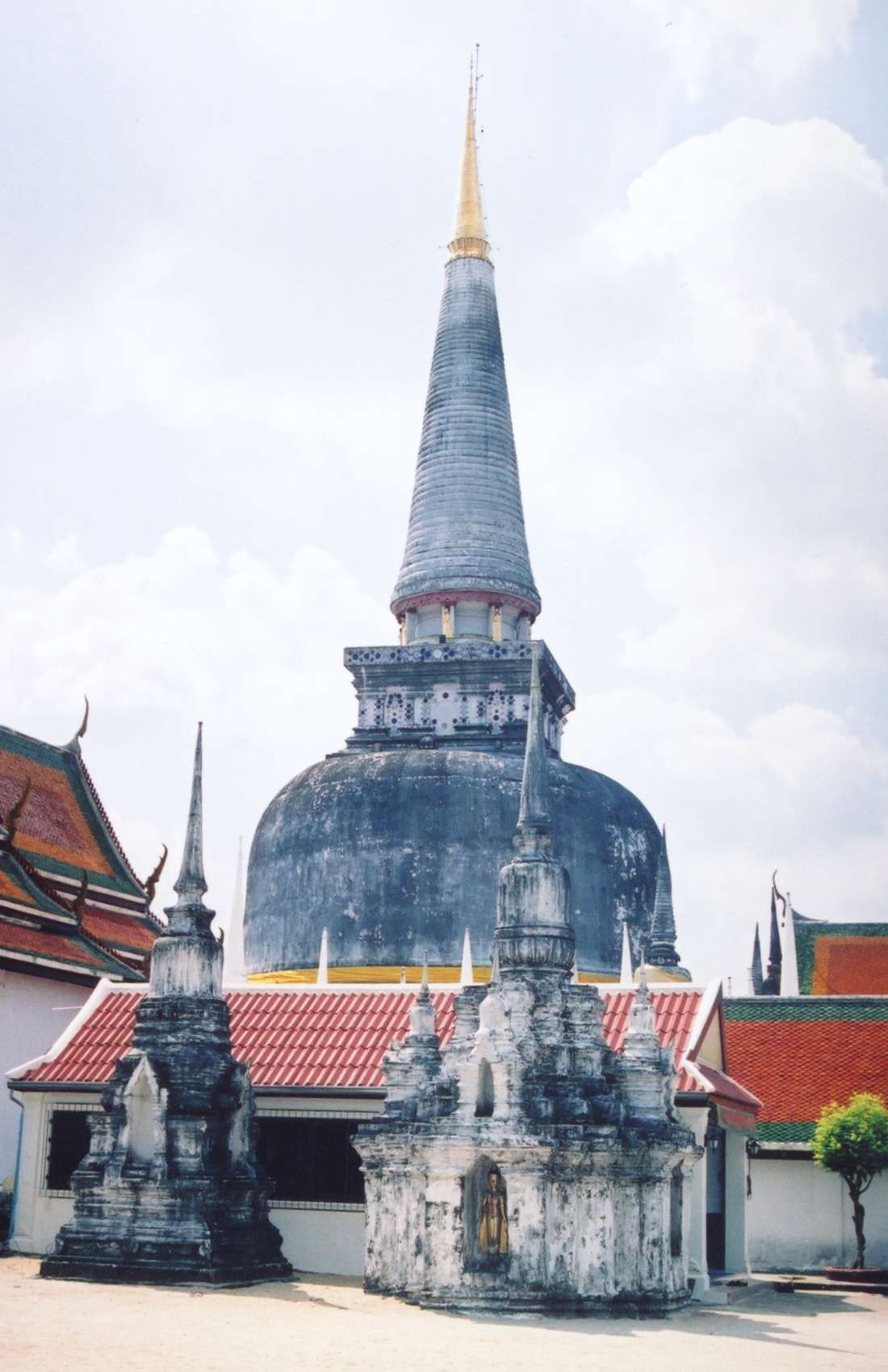
Chedi Phra Baromathat

Der Wat Phra Mahathat ist der berühmteste buddhistische Tempel (Wat) von Nakhon Si Thammarat und einer der ältesten Thailands. Er wurde bereits bei der Gründung der Stadt erbaut und besitzt eine Zahnreliquie des Buddha.

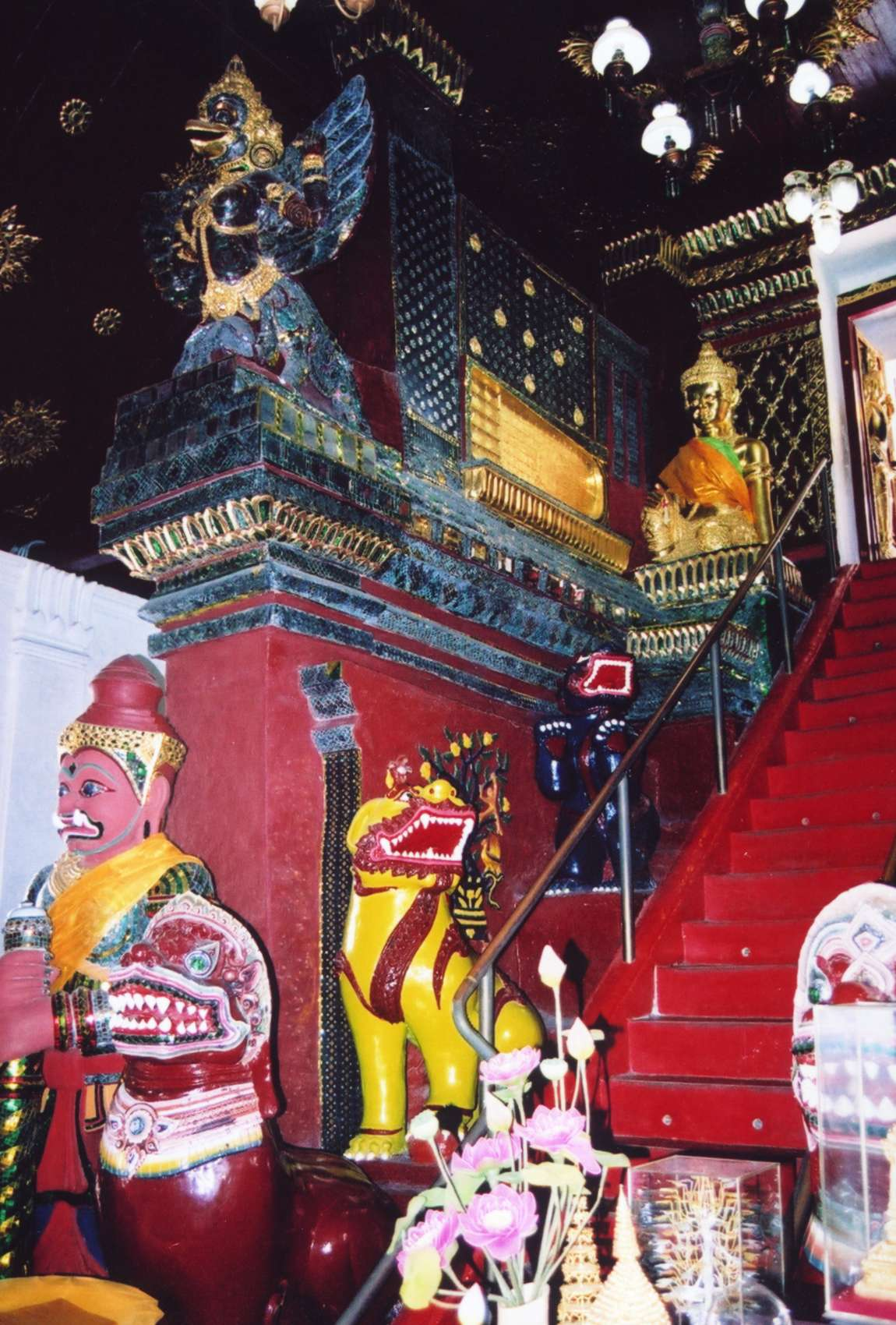
Wihan Phra Song Ma

Der 74 Meter hohe Chedi wird Chedi Phra Baromathat genannt. Er befindet sich in einem kleinen Hof, der mit einem Wald von 173 kleineren Chedis gefüllt ist. Er wurde im 5., möglicherweise auch erst im 8. Jahrhundert erbaut. Angeblich soll er über einem älteren, quadratischen Chedi im Srivijaya-Stil errichtet worden sein. Im 13. Jahrhundert wurde er erweitert und vergrößert und bekam sein heutiges Aussehen im Sri-Lanka-Stil. Der Hof ist von einer überdachten Galerie mit Namen Viharn Tap Kaset umgeben, die mit Buddha-Statuen und Elefantenköpfen dekoriert ist, die aus der Basis des Chedi herauszuschauen scheinen. Im Wihan Phra Song Ma befindet sich ein Treppenhaus, welches zu dem Rundgang um den Chedi oberhalb der Galerie hinauf führt. Der Treppenaufgang wird von mythologischen Riesen (Yak) bewacht.
Nördlich davon steht der Wihan Khian mit einem kleinen Tempel-Museum. Südlich des Chedi steht der Ubosot, der 1628 im Ayutthaya-Stil erbaut wurde. Der Wohnbereich der Mönche befindet sich auf der anderen Straßenseite in einem separaten Tempel, dem Wat Na Phra Boromathat.
Der Chedi ist das Symbol der Provinz Nakhon Si Thammarat und ist auch im Siegel der Provinz abgebildet.

### Weitere Sehenswürdigkeiten

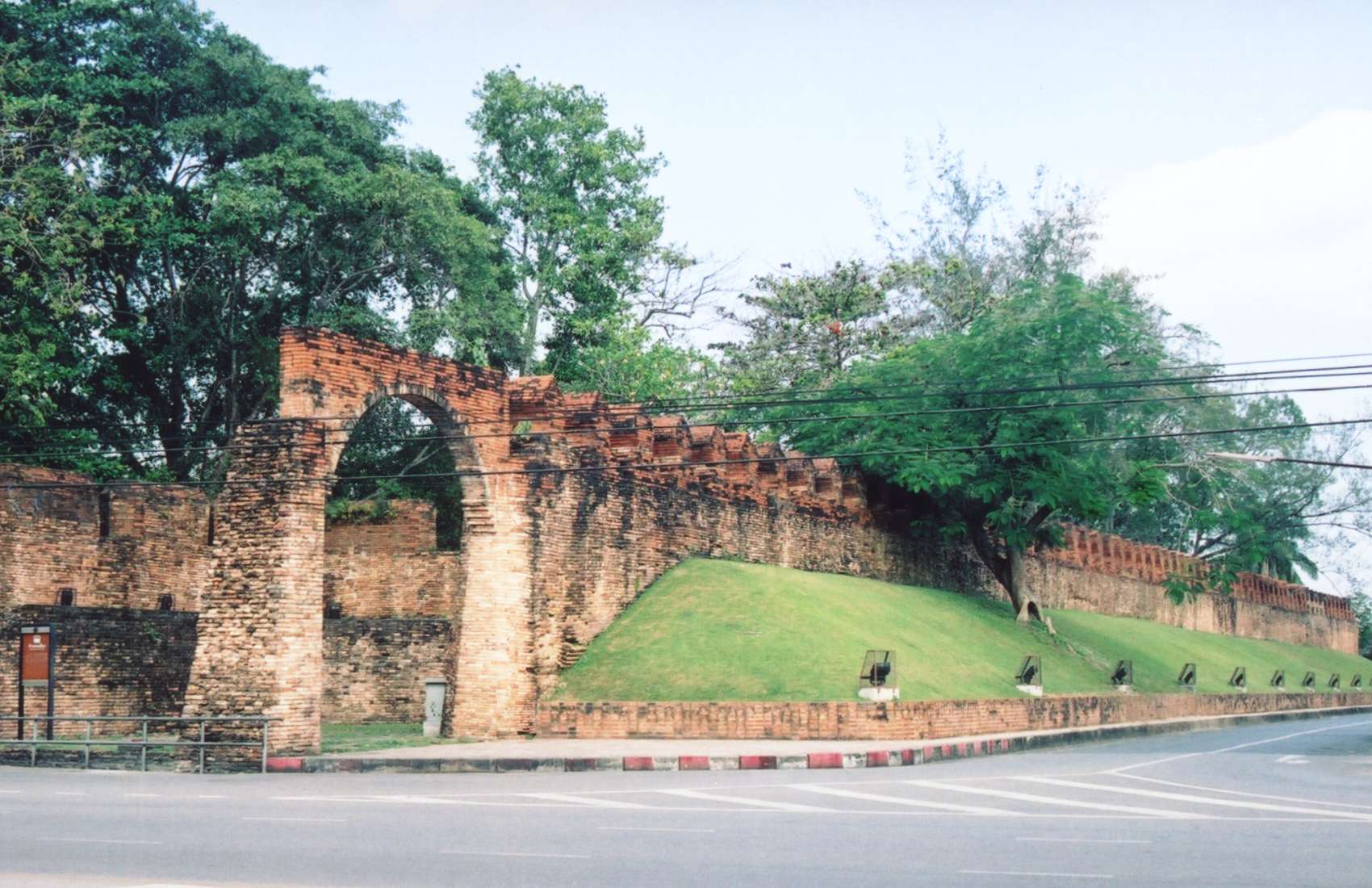
Historische Stadtmauer mit dem Nord-Tor

- Die Historische Stadtmauer wird bereits in der Stadt-Chronik von 1278 erwähnt. Sie wurde im 14. Jahrhundert von König Ramesuan und später noch einmal im Jahre 1686 von König Narai mit der Hilfe des französischen Ingenieurs M. de la Mare restauriert. Die Mauer hat eine Ost-West-Ausdehnung von 456 m und ist in Nord-Süd-Richtung 2238 m lang, sie umschließt so einen Bereich von etwa 1 km². Im nördlichen Teil befindet sich nur ein Tor, das Pradtu Chai Nuea oder Pradtu Chai Sak; im südlichen Teil gab es nur ein Tor. Der östliche Teil hatte drei Tore, der westliche fünf. Heute existiert nur noch das nördliche Tor mit einem Stück der historischen Mauer.
- Nationalmuseum Nakhon Si Thammarat – sehenswerte Sammlung von Kunstwerken, u. a. mit einer einzigartigen Vishnu-Figur aus dem 5. Jahrhundert.

## Söhne und Töchter der Stadt
- Surin Pitsuwan (1949–2017), Politikwissenschaftler und Politiker (Demokratische Partei)
- Visanusak Kaewruang (* 1984), Fußballspieler
- Pensiri Laosirikul (* 1984), Gewichtheberin
- Natchanon Jothavorn (* 1992), Fußballspieler
- Wanchalerm Yingyong (* 1993), Fußballspieler
- Nattawut Salae (* 1994), Fußballspieler
- Siwarut Pholhiran (* 1996), Fußballspieler
- Jakkrit Seechoo (* 1996), Fußballspieler
- Teerawut Churok (* 1998), Fußballspieler
- Supharada Kisskalt (* 2002), deutsche Taekwondoin
- Satayu Raksrithong (* 2003), Fußballspieler